# Электрохимическая поляризация
Поляризация электрохимическая — изменение потенциала электрода ( разница потенциала при воздействии электрического тока и безтокового состояния) от значения под током.
Не следует путать перенапряжение с поляризацией, так как поляризация относится к электроду, а перенапряжение к реакции.

## Физическая химия процессов при поляризации

### Феноменология
На электроде гальванического элемента, находящемся в равновесии, постоянно протекают химические реакции (см. Ток обмена). Если начать поляризацию электрода (например, повышая или понижая его потенциал, что вызывает прохождение электрического тока через границу раздела электрод — раствор), то, после определённого периода протекания неравновесных процессов, строение двойного электрического слоя изменится. При этом, в соответствии с поляризационной кривой, изменится и электродный потенциал рассматриваемого электрода. Отклонение потенциала от равновесного под действием внешнего потенциала (или при протекании тока) называется электрохимической поляризацией электрода.
Величина отклонения потенциала электрода от равновесного значения называется перенапряжением. Исследование перенапряжения позволяет понять механизмы электрохимических реакций в данной системе. Оно проводится с помощью потенциостатов, также используется осциллография, метод вращающегося дискового электрода.

### Природа поляризации
Поляризация связана с торможением тех или иных процессов на электроде:
- диффузионное перенапряжение связано с медленной диффузией ионов и др. веществ в зоне электрода
- перенапряжение замедленного разряда обусловлено медленностью собственно электрохимической стадии разряда ионов на электроде